# Ethel Grey Terry
Ethel Grey Terry Gerard (2 de octubre de 1882 – 6 de enero de 1931) fue una actriz estadounidense que trabajo durante la era del cine mudo. Es conocida tras haber aparecido en The Penalty juntó con Lon Chaney.

## Primeros años

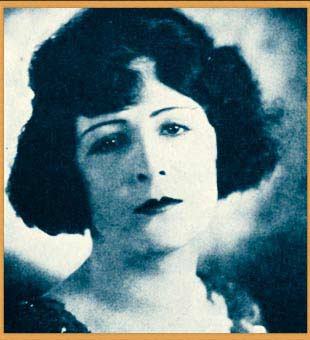
Terry en 1925

Ethel Grey Terry nació en Oakland, California, siendo hija de la actriz Lillian Lawrence. Terry hizo su primera aparición en el teatro, interpretando un papel secundario en una obra protagonizada por Wallace Eddinger, Terry tenía alrededor de 5 años. Terry pasó su crianza en Roxbury (Massachusetts) y asistió a la Academia de Notre Dame durante 7 años. Terry tenía un interés en el arte, además tenía planeado tener una carrera en el arte.

## Carrera
Terry trabajó en Broadway durante dos años en las producciones de David Belasco, después decidió trabajar en obras inspiradas en Shubert. Sus apariciones en Broadway incluyen Honor Be Damned! (1927), Search Me (1915), The Smoldering Flame (1913), The Only Son (1911), y The Lily (1909). Entre sus actividades en el teatro incluyen ser una de las primeras actrices en trabajar en el Little Theate cuando recientemente había abierto Los Ángeles, apareci endo en The Pigeon. Terry protagonizó Anatole y interpretó un papel de madre en Civilian Clothes, la obra se presentó en Chicago.
Terry llegó a estar a cargo en un teatro de acción en Schenectady (Nueva York), también llegó a presentar varias obras en Boston, Minneapolis, and St. Paul.
Terry apareció en 52 películas entre 1914 y 1928, aunque llegó a hacer protagonista en varias películas, principalmente hacía papeles secundarios.

## Vida personal y muerte
Terry se casó con el actor danés Carl Gerard en 1910, permanecieron juntos hasta su muerte en 1931.
El 6 de enero de 1931, tras haber pasado un año luchando contra una enfermedad, Terry murió en su casa ubicada en Hollywood. Sus cenizas fueron enterradas en el Hollywood Forever Cemetery.

## Filmografía
- The Sign of the Cross (1914)
- Intolerance (1916)

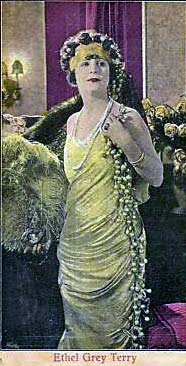
Terry interpretando a Rose en The Penalty (1920)

- The Secret of the Storm Country (1917)
- Vengeance Is Mine (1917)
- Arsene Lupin (1917)
- A Doll's House (1918)
- Just for Tonight (1918)
- Phil for Short (1919)
- The Mystery of the Yellow Room (1919)
- Going Some (1920)
- The Penalty (1920)
- Food for Scandal (1920)
- A Thousand to One (1920)
- Habit (1921)
- The Breaking Point (1921)
- Shattered Idols (1922)
- Travelin' On (1922)
- The Crossroads of New York (1922)
- Oath-Bound (1922)
- The Kickback (1922)
- Under Two Flags (1922)
- Peg o' My Heart (1922)
- Brass (1923)
- What Wives Want (1923)
- Garrison's Finish (1923)
- The Unknown Purple (1923)
- Wild Bill Hickok (1923)
- The Self-Made Wife (1923)
- The Fast Worker (1924)
- What Fools Men (1925)
- Hard Boiled (1926)
- The Love Toy (1926)
- The Cancelled Debt (1927)
- Modern Mothers (1928)
- Confessions of a Wife (1928)
- Object: Alimony (1928)